# Les Barbares
Les Barbares (títol original en francès, en català Els bàrbars) és una obra dramaticomusical en tres actes composta el 1905 per Camille Saint-Saëns sobre un llibret en francès de Victorien Sardou i Pierre-Barthélemy Gheusi. Es va estrenar el 23 d'octubre de 1901 a l'Òpera Garnier de Chaussée-d'Antin.